# Barramento Infinito
Barramento infinito ou barra infinita é uma simplificação utilizada em sistemas de distribuição de energia elétrica. No estudo de uma nova conexão de uma usina geradora à rede de energia elétrica, em alguns casos, pode-se supor que esta não afetará a rede, quanto aos parâmetros de tensão e frequência, e portanto que seu efeito é desprezível. A quantidade de energia gerada localmente é supostamente muito inferior a energia disponível na rede.